# Symphurus varius
 Symphurus varius és un peix teleosti de la família dels cinoglòssids i de l'ordre dels pleuronectiformes que viu a l'est del Pacífic (Illes Cocos i Galápagos).